# Rich Gang (album)
Rich Gang è una compilation del collettivo musicale Rich Gang, pubblicata il 1º gennaio 2013 attraverso Cash Money Records, Young Money Entertainment e Universal Motown Records.

## Tracce
1. R.G. (Intro) (Birdman featuring Mystikal) – 2:53
2. Million Dollar (Birdman featuring Detail and Future) – 2:27
3. Tapout (Birdman featuring Lil Wayne, Mack Maine, Nicki Minaj and Future) – 4:35
4. We Been On (Birdman featuring R. Kelly and Lil Wayne) – 5:32
5. Dreams Come True (Birdman featuring Yo Gotti, Ace Hood and Mack Maine) – 4:39
6. 50 Plates (Birdman featuring Rick Ross) – 3:26
7. Bigger Than Life (Birdman featuring Chris Brown, Tyga and Lil Wayne) – 4:43
8. 100 Favors (Birdman featuring Detail, Kendrick Lamar) – 4:08
9. Everyday (Birdman featuring Cory Gunz, Mystikal and Busta Rhymes) – 4:13
10. Burn the House (Birdman featuring Detail) – 4:25
11. Panties to the Side (Birdman featuring French Montana, Tyga, Bow Wow and Gudda Gudda) – 4:21
12. Angel (Birdman featuring Mystikal, Jae Millz, Ace Hood, Gudda Gudda and Mack Maine) – 4:10
13. Sunshine (Birdman featuring Limp Bizkit, Flo Rida and Caskey) – 4:07

- Tracce Bonus (Edizione Deluxe)

1. Have It Your Way (Birdman featuring T.I. and Lil Wayne) – 4:23
2. Paint Tha Town (Birdman featuring Game and Lil Wayne) – 5:14
3. Fly Rich (Birdman featuring Stevie J, Future, Tyga, Meek Mill and Mystikal) – 4:35

## Classifiche
| Classifica (2013) | Posizione raggiunta |
| ----------------- | ------------------- |
| Stati Uniti       | 9                   |